# The Battle (boxe anglaise)
Pour les articles homonymes, voir The Battle.
Résultat
The Battle est le nom donné au premier combat opposant le portoricain Miguel Angel Cotto au mexicain Antonio Margarito pour le titre de champion du monde des poids welters WBA de boxe anglaise.

## Déroulement du combat
Le combat se déroule le 26 juillet 2008 au MGM Grand de Las Vegas. Cotto, invaincu en 32 combats professionnels, est le champion en titre. Margarito a pour sa part remporté précédemment les titres WBO et IBF de la catégorie. Les premiers rounds sont dominés par Miguel Cotto mais le travail de sape entrepris par le mexicain renverse peu à peu la physionomie du combat. Au 7e round, Margarito blesse au nez son adversaire après un enchainement de deux uppercuts. Il accentue son pressing et contraint Cotto à mettre une première fois un genou à terre dans la 11e reprise puis une seconde fois quelques instants plus tard. Son entraineur préfère alors sagement mettre un terme au combat.

## Les suites du combat
Ce résultat sera par la suite remis en cause. En effet, peu avant son combat suivant face à Shane Mosley, Margarito sera surpris dans son vestiaire avec des bandages imbibés d'un produit durcissant prohibé. Il sera suspendu par la commission de boxe ce qui jettera le doute sur la valeur de sa performance contre son rival portoricain. Une revanche sera finalement organisée le 3 décembre 2011 entre les deux boxeurs : Miguel Angel Cotto l'emportera cette fois au 10e round.